# Julia Görges
Julia Görges (født 2. november 1988 i Bad Oldesloe i Slesvig-Holsten) er en kvindelig tennisspiller fra Tyskland med syv WTA-turneringssejre og yderligere ti turneringsfinaler. Fra november 2015 har hun boet og spillet i Regensburg, Bayern. Forældrene Inge og Klaus Görges arbejder i forsikrings-branchen ligesom storesøsteren Maike. Én af Görges sponsorer er Nürnberger Versicherung. Julia Görges - med kælenavnet Jule - begyndte at spille tennis som 5-årig. Som voksen blev hun 180 cm høj, hun er højre-håndet, og hendes spil blev med årene stadigt mere præget af serven og mange serve-esser.
2000-2006: Som 12-årig begyndte Görges at spille i Ahrensburg, som 14-årig vandt hun U14-mesterskabet og som 17-årig voksenmesterskabet i Slesvig-Holsten. I slutningen af 2006 debuterede Görges på ranglistens top 500 som nr. 425.
2007-2010: Deltagelse i flere i WTA-turneringer og langsom fremgang. Tysk vicemester ultimo 2007 (tabte i finalen til Andrea Petkovic), maj 2008 ind på Top 100, juli 2010 første WTA turneringssejr (Bad Gastein), finaleplads samme år i Luxembourg (tabte til Roberta Vinci). Görges' fremgang ses af ranglistepladsen ved årenes slutning: 2007 nr. 126, 2008 nr. 108, 2009 nr. 77 og 2010 nr. 40.
2011-2012: Anden turneringssejr april 2011 i Stuttgart (finalesejr over Caroline Wozniacki), første tyske sejr dér siden Anke Huber i 1994. Görges sluttede 2011 som nr. 21. I 2012 nåede hun tredje runde i Australian Open og satte sæsonrekord for hurtigste serv (203 km/t). Finaler i Dubai og Linz. Højeste placering i 2012 som nr. 15 - og nr. 18 ved årets slutning.
2013-2016: Dårlige år med tidlige nederlag i flere turneringer og skadet håndled. 2015 trænerskifte til Michael Geserer og langsom fremgang. 2016 finaleplads i Auckland og semifinale i Båstad. Slut 2013 nr. 72, slut 2014 nr. 74, slut 205 nr. 50 og slut 2016 nr. 53.
2017: Semifinale i Auckland - finale i Mallorca, Bukarest og Washington. Karrièrens tredje og fjerde turneringssejre i hhv. Moskva (Kremlin Cup) og Zhuhai (B-verdensmesterskabet: WTA Elite Trophy). Slut 2017 tilbage på ranglistens top 20 som nr. 14.
2018: Görges' hidtil bedste år begyndte med turneringssejr i Auckland, karrièrens femte, hvor hun slog Caroline Wozniacki. Finale i Charleston, semifinale i Sankt Petersborg og semifinale i Wimbledon, hendes hidtil bedste resultat i en grand slam turnering (hun tabte til Serena Williams) og hidtil højeste ranglisteplads: Nr. 9 på verdensranglisten d. 20/8. Turneringssejr i Luxembourg, karrièrens sjette, og igen nr. 14 ved årets slutning.
2019: Görges genvandt turneringen i Auckland, men ellers et lidt svagere år. Ramt af mystisk sygdom i april, jfr. Ekstrabladet. dårligt år. Sebastian Sachs ny træner i maj, men fyret i oktober ligesom fysioterapeuten Florian Zitzelsberger; Fed-Cup kaptajn Jens Gerlach Arkiveret 30. oktober 2019 hos  Wayback Machine overtog. Finale i Birmingham - og i Luxembourg (tabte til Jelena Ostapenko): Under sidstnævnte turnering udtalte Misaki Dois træner Christian Zahalka, at Görges er "(Ivo) Karlovic med store bryster". Görges har ikke kommenteret udtalelsen, som er blevet kaldt "sexistisk". November 2019 deltog Görges i lancering af græsbaneturnering på Steffi-Graf-Stadion i Berlin, 13.-21. juni 2020; Görges udtalte her, at hun knokler for at komme i bedre form, jfr. EuroSport. December 2019 bekræftede Görges i et stort interview, jfr.Süddeutsche Zeitung, at hun sammen med træner Jens Gerlach og fitness-coach Scott Byrnes arbejder energisk for at komme tilbage, gerne på top ti. Görges oplyste desuden overraskende, at hun i 2020 vil spille double sammen med verdens-etteren Ashleigh Barty. Oven i købet fortæller Görges til Tennis Magazin, at hun også vil spille mixed-double i 2020, nemlig ved De olympiske Lege sammen med Kevin Krawietz Slut 2019 var Görges nr. 28 på single-ranglisten.
2020: Görges fik en dårlig start på året 'down under', men nåede dog kvartfinalen i Auckland, hvor hun tabte til Caroline Wozniacki. I Adelaide tabte Görges i anden runde til Belinda Bencic, mens hun i Australian Open tabte i tredje runde til Alison Riske. Nogle double-kampe med Ashleigh Barty var heller ikke den store succes. I Dubai tabte Görges til Sorana Cirstea i kvalifikationen, og i Doha tabte Görges i første runde til Maria Sakkari. I begyndelsen af marts meddelte Görges, at samarbejdet med træner Jens Gerlach var ophørt. Efter den svage start på det nye år så Görges frem mod de næste turneringer, men Covid-19 virussen medførte talløse aflysninger og udsættelser foråret-sommeren 2020. Görges fortsatte træningen, nu i samarbejde med Raemon Sluiter, fhv. træner for Kiki Bertens. Det tilstræbte comeback lykkedes ikke. Hun pådrog sig en ankel-skade i én af de første turneringer efter pausen (Berlin), og ved French Open i september tabte hun overraskende til sin landsmand Laura Siegemund i anden runde. 21. oktober kom så meddelelsen om karriereslut, jf. Tennis Now og WTA Tennis. Görges' farvel til tennis blev kommenteret af bl.a. Barbara Rittner, jf. Deutscher Tennis Bund (Arkiveret 26. oktober 2020 hos  Wayback Machine) og af to andre "golden girls" Angelique Kerber og Andrea Petkovic, jf. Sport 1.
Julia Görges sluttede på en plads som nr. 45 på ranglisten pr. 19. oktober 2020, jf.Tennisergebnisse. Hendes højeste rangliste-placering var som nr. 9 i august 2018. Görges vandt i alt 7 WTA-turneringer: Bad Gastein 2010, Stuttgart 2011, Moskva 2017, Zhuhai 2017, Auckland 2018, Luxembourg 2018 og Auckland 2019. 2018 nåede hun semifinalen i Wimbledon, men tabte den til Serena Williams. Single-karrièren var det primære for Görges, men hun har også spillet Fed Cup kampe samt og nogle double-kampe, senest med Ashleigh Barty.Julia Görges er jævnaldrende med fire andre tyske topspillere, "the holden girls": Andrea Petkovic (f. 1987), Angelique Kerber (f. 1988), Sabine Lisicki (f. 1989) og Anna-Lena Grönefeld (f. 1985); sidstnævnte har også trukket sig tilbage.
Görges har haft flg. trænere: Axel Pretzsch (2005-2008), Sascha Nensen (2008-2015), Michael Geserer (2015-2019), Sebastian Sachs (maj-oktober 2019), Jens Gerlach (2019-2020) (Arkiveret 21. oktober 2019 hos  Wayback Machine) og Raemon Sluiter (2020). Det var i samarbejdet med Geserer, at Görges fejrede de største triumfer i karrieren.
14.december 2024 giftede Görges sig med kæresten gennem flere år, den nederlandske dobbeltspiller Wesley Koolhof, jf. Sportskeeda, og kalder sig herefter til tider for Julia Koolhof.